# Croazia ai Giochi della XXV Olimpiade
La Croazia partecipò ai Giochi della XXV Olimpiade, svoltisi a Barcellona, Spagna, dal 25 luglio al 9 agosto 1992, con una delegazione di 39 atleti impegnati in undici discipline.

## Medaglie
| Medaglia | Nome    | Sport         | Evento          |
| -------- | ------- | ------------- | --------------- |
| Argento  | Croazia | Pallacanestro | Torneo maschile |

## Risultati

### Pallacanestro
| Atleta | Classifica |
| --- | ---------- |
| V · D · M Nazionale croata - Pallacanestro ai Giochi della XXV Olimpiade - Torneo maschile 4 Petrović · 5 Perasović · 6 Cvjetićanin · 7 Kukoč · 8 Alanović · 9 Arapović · 10 Tabak · 11 Vranković · 12 Gregov · 13 Komazec · 14 Rađa · 15 Naglić · All. Petar Skansi | Argento    |
| Nazionale croata - Pallacanestro ai Giochi della XXV Olimpiade - Torneo maschile |            |
| 4 Petrović · 5 Perasović · 6 Cvjetićanin · 7 Kukoč · 8 Alanović · 9 Arapović · 10 Tabak · 11 Vranković · 12 Gregov · 13 Komazec · 14 Rađa · 15 Naglić · All. Petar Skansi                                                                                            |            |